# Associazione faunistica
In archeologia e paleontologia, si definisce associazione faunistica  l'insieme di fossili animali sedimentatisi in un dato strato.
Il principio di successione faunistica è adoperato in biostratigrafia per inquadrare ciascuna unità biostratigrafica, detta biozona. Tale unità corrisponde a una sezione di strati geologici, definibile in base alle particolari categorie tassonomiche fossili o associazione faunistica in essa presente.
Per esempio, in Africa orientale, un particolare gruppo di specie animali, composto per lo più da suini, è caratteristico dei fossili conservatisi da uno specifico periodo di tempo. Questo tipo di associazione faunistica è stato utilizzato con efficacia per correlare cronologicamente i primi siti di ominidi dell'Africa orientale.
Le associazioni faunistiche sono funzionali alla ricostruzione delle abitudini di foraggiamento degli ominidi. Tra questi, quello a Lang Rongrien, in Thailandia, ha permesso di studiare come un gruppo di cacciatori-raccoglitori fosse estremamente flessibile nella ricerca di cibo. Quando l'esito delle battute di caccia grossa era imprevedibile, essi ripiegavano su tartarughe e testuggini per mantenere l'apporto di carne nella loro alimentazione. L'evidente mancanza di ossa suine nell'associazione suggerisce, inoltre, come il paleoambiente fosse più secco e fresco di quanto lo sia oggi.

## Riferimenti
- Dawson, Peter Colin (1993) From death assemblage to fossil assemblage understanding the nature of intra-site and inter-site variability in faunal assemblages National Library of Canada, Ottawa, ISBN 0-315-78415-6
- Rogers, Alan R.  (2000) "On Equifinality in Faunal Analysis"  American Antiquity 65(4):  p.709
- Crabtree, Pam J. (2005) Exploring Prehistory: How archaeology reveals our past McGraw-Hill, Boston p. 450, ISBN 0-07-297814-7